# Adam Kurak
Adam Mijailovich Kurak –en ruso, Адам Михайлович Курак– (Yeniseisk, 27 de junio de 1985) es un deportista ruso que compite en lucha grecorromana. Ganó una medalla de bronce en el Campeonato Mundial de Lucha de 2015 y tres medallas en el Campeonato Europeo de Lucha entre los años 2014 y 2018.

## Palmarés internacional
| Campeonato Mundial | Campeonato Mundial         | Campeonato Mundial | Campeonato Mundial |
| Año                | Lugar                      | Medalla            | Categoría          |
| ------------------ | -------------------------- | ------------------ | ------------------ |
| 2015               | Las Vegas (Estados Unidos) | Medalla de bronce  | 71 kg              |
| Campeonato Europeo |                            |                    |                    |
| Año                | Lugar                      | Medalla            | Categoría          |
| 2013               | Tiflis (Georgia)           | Medalla de plata   | 66 kg              |
| 2014               | Vantaa (Finlandia)         | Medalla de oro     | 66 kg              |
| 2018               | Kaspisk (Rusia)            | Medalla de oro     | 72 kg              |